# العلاقات الكونغوية اللبنانية
العلاقات الكونغولية اللبنانية هي العلاقات الثنائية التي تجمع بين جمهورية الكونغو ولبنان.

## مقارنة بين البلدين
هذه مقارنة عامة ومرجعية للدولتين:
| وجه المقارنة                                              | [[تصنيف:صفحات تستخدم رمز علم غير موجود\|]] جمهورية الكونغو | لبنان                                                                |
| --------------------------------------------------------- | ---------------------------------------------------------- | -------------------------------------------------------------------- |
| المساحة (كم2)                                             | 342.00 ألف                                                 | 10.45 ألف                                                            |
| عدد السكان (نسمة)                                         | 5.26 مليون                                                 | 6.10 مليون                                                           |
| الكثافة السكانية (ن./كم²)                                 | 15.38                                                      | 583.73                                                               |
| العاصمة                                                   | برازافيل                                                   | بيروت                                                                |
| اللغة الرسمية                                             | لغة فرنسية                                                 | اللغة العربية، لغة فرنسية                                            |
| العملة                                                    | فرنك وسط أفريقي                                            | ليرة لبنانية                                                         |
| الناتج المحلي الإجمالي (بليون دولار)                      | 8.72 مليار                                                 | 51.84 مليار                                                          |
| الناتج المحلي الإجمالي (تعادل القوة الشرائية) بليون دولار | 29.48 مليار                                                | 81.54 مليار                                                          |
| الناتج المحلي الإجمالي الاسمي للفرد دولار أمريكي          | 1.85 ألف                                                   | 8.05 ألف                                                             |
| الناتج المحلي الإجمالي للفرد دولار أمريكي                 |                                                            | 17.46 ألف                                                            |
| مؤشر التنمية البشرية                                      | 0.591                                                      | 0.769                                                                |
| رمز المكالمات الدولي                                      | +242                                                       | +961                                                                 |
| رمز الإنترنت                                              | .cg                                                        | .lb                                                                  |
| المنطقة الزمنية                                           | ت ع م+01:00                                                | ت ع م+02:00، ت ع م+03:00، توقيت شرق أوروبا، توقيت شرق أوروبا الصيفي ‏ |

## منظمات دولية مشتركة
يشترك البلدان في عضوية مجموعة من المنظمات الدولية، منها:
| علم المنظمة | اسم المنظمة                               | تاريخ انضمام جمهورية الكونغو | تاريخ انضمام لبنان |
| ----------- | ----------------------------------------- | ---------------------------- | ------------------ |
|             | البنك الدولي للإنشاء والتعمير             | 10 يوليو 1963                | 14 أبريل 1947      |
|             | يونسكو                                    | 24 أكتوبر 1960               | 4 نوفمبر 1946      |
|             | وكالة ضمان الاستثمار متعدد الأطراف        | 16 أكتوبر 1991               | 19 أكتوبر 1994     |
|             | منظمة الشرطة الجنائية الدولية             | ?                            | ?                  |
|             | مؤسسة التمويل الدولية                     | 1 أكتوبر 1980                | 28 ديسمبر 1956     |
|             | الأمم المتحدة                             | 20 سبتمبر 1960               | 24 أكتوبر 1945     |
|             | مؤسسة التنمية الدولية                     | 8 نوفمبر 1963                | 10 أبريل 1962      |
|             | منظمة حظر الأسلحة الكيميائية              | ?                            | ?                  |
|             | المركز الدولي لتسوية المنازعات الاستشارية | 14 أكتوبر 1966               | 25 أبريل 2003      |